# Грам
Грам (симбол: g) је јединица масе. Грам је хиљадити део килограма. Припада групи СИ изведених јединица. Реч грам потиче од латинске речи речи grámma, што значи мала тежина.

## СИ систем
Иако грам није СИ основна јединица, она је подумножак килограма, који јесте основна јединица. У СИ-ју, грам је такође корен на који се додају СИ префикси. Међутим, грам је основна јединица старијег cgs (центиметар - грам - секунда) система мерења, система који није више у широкој употреби. Грам је есенцијална мерна јединица у научним радовима широм света.

## Дефиниција
Грам је првобитно дефинисан као „апсолутна тежина чисте воде запремине од коцке хиљадитог дела метра, на температури топљења леда.“ Ово се дешава на температури од близу 4 °C.
Тренутна дефиниција каже да је грам дефинисан као један хиљадити део килограма, основне СИ јединице. Килограм је пак дефинисан као једнака маси физичког прототипа који се чува од стране Међународног бироа за тегове и мере.

## Однос са другим јединицама мере
- 1 унца (обична) = 28,3495 грама, 1 грам = 0,035274 унци
- 1 фунта = 453,59237 грама
- 1 грам = 89,8755179 тераџула (на основу једнакости масе и енергије)
- 1 грам = 5 карата (јединица масе драгог камења и бисера)
- 1 пуд = 16 380,5 грама (стара руска мера за тежину)
- 1 грам = 6.02214129 × 1023 u (унификована јединица атомске масе)